# العلاقات المدرسية
العلاقات المدرسية (بالإنجليزية: School Ties)‏ هو فيلم دراما أمريكي من إخراج روبرت مانديل ومن بطولة برندان فريزر، مات ديمون، كريس أودونيل وراندال باتينكوف، صدر الفيلم في 11 سبتمبر 1992.